# Президент Тауншип (округ Венанго, Пенсільванія)
Президент Тауншип (англ. President Township) — селище (англ. township) в США, в окрузі Венанго штату Пенсільванія. Населення — 448 осіб (2020).

## Демографія
Згідно з переписом 2010 року, у селищі мешкало 540 осіб у 263 домогосподарствах у складі 166 родин. Було 721 помешкання
Расовий склад населення:
| - 98,7 % — білих - 0,4 % — корінних американців - 0,2 % — чорних або афроамериканців |

До двох чи більше рас належало 0,7 %. Частка іспаномовних становила 0,4 % від усіх жителів.
За віковим діапазоном населення розподілялося таким чином: 11,3 % — особи молодші 18 років, 65,9 % — особи у віці 18—64 років, 22,8 % — особи у віці 65 років та старші. Медіана віку мешканця становила 53,2 року. На 100 осіб жіночої статі у селищі припадало 107,7 чоловіків;  на 100 жінок у віці від 18 років та старших — 107,4 чоловіків також старших 18 років.
Середній дохід на одне домашнє господарство  становив 57 897 доларів США (медіана — 50 938), а середній дохід на одну сім'ю — 67 697 доларів (медіана — 60 156). За межею бідності перебувало 5,5 % осіб, у тому числі 0,0 % дітей у віці до 18 років та 4,9 % осіб у віці 65 років та старших.
Цивільне працевлаштоване населення становило 191 особа. Основні галузі зайнятості: виробництво — 21,5 %, будівництво — 13,1 %, освіта, охорона здоров'я та соціальна допомога — 11,5 %, публічна адміністрація — 11,0 %.